# Квинт Елий Пет
Вижте пояснителната страница за други личности с името Квинт Елий Пет.
Квинт Елий Пет (на латински: Quintus Aelius Paetus) e политик на Римската република през 2 век пр.н.е.

## Биография
Произлиза от клон Пет на плебейската фамилията Елии. Син е на Публий Елий Пет (консул 201 пр.н.е.), внук на Квинт Елий Пет (понтифекс 216 пр.н.е.) и племенник на прочутия юрист Секст Елий Пет Кат (консул 198 пр.н.е.).
През 174 пр.н.е. Квинт Пет става авгур. През 167 пр.н.е. е консул заедно с Марк Юний Пен и получава управлението на провинция Цизалпийска Галия.
1. ↑  Q. Aelius (104) P. f. Q. n. Paetus //   Посетен на 10 юни 2021 г.
2. ↑  1006 //   Посетен на 10 юни 2021 г.